# Alfesibea (nimfa)
Alfesibea (en grec antic Άλφεσίβοια), va ser, en la mitologia grega, una nimfa d'Àsia de la qual es va enamorar Dionís.
El déu no aconseguia seduir-la, i un dia va pensar en transformar-se en tigre. Alfesibea, atemorida, va deixar que el déu l'ajudés a travessar un riu anomenat Sòl·lax, a les ribes del qual la nimfa s'havia amagat. El déu li donà un fill, Medos, que més endavant donaria nom al poble dels medes. Va anomenar Tigris el riu a les ribes del qual la seva mare s'havia lliurat a Dionís.